# 小林瑞代
小林 瑞代（こばやし たまよ、1971年3月16日 - ）は、日本の漫画家。代表作に「不思議の国の少年アリス」など。血液型A型。
萩原一至のアシスタントで、メジャーデビュー後もしばしば「BASTARD!! -暗黒の破壊神-」のアシスタントをしている。また、あとがきなどで字が汚い萩原の代筆を務めることもある。
画風は端麗で読みやすく、特に髪の毛や肉体の線などの曲線のうまさは師匠萩原の折り紙付きである。
作風はおおむねエロチックかつ毒舌調で個性的なストーリー性を持つ。

## 単行本
- 風少女（新書館Wingsコミックス）
- 不思議の国の少年アリス1-2（新書館Wingsコミックス） - 未完
  - 不思議の国の少年アリス 全2巻（新書館ウィングス・コミックス文庫） - 単行本未収録部5話収録・未完
- あなたがそばにいてほしい（新書館Wingsコミックス）